# Пейсли-андеграунд
Пейсли-андеграунд (англ. Paisley Underground) — название американской альтернативной рок-сцены, зародившейся в начале 1980-х в Лос-Анджелесе и близкой к джэнгл-поп-движению и «данидинскому саунду». Музыканты, принадлежавшие к этой сцене, черпали вдохновение в шестидесятническом гаражном и психоделическом роке, в особенности у таких групп, как The Byrds, The Doors и The Velvet Underground. Название «пейсли-андеграунд» происходит от узора «пейсли», в России более известного как «турецкий огурец» и очень популярного в шестидесятые годы. Одной из самых известных групп, вышедших из «пейсли»-движения, стал девичий ансамбль The Bangles, со временем обратившийся к более мягким поп-роковым формам и снискавший широкую мейнстримную популярность. Другие важные представители сцены — The Dream Syndicate, Opal, Game Theory, The Three O'Clock, The Long Ryders, Green on Red, The Last. Из «пейсли»-сцены вышла влиятельная дрим-поп группа Mazzy Star. С пейсли-андеграундом часто ассоциируют некоторых представителей гаражного рока 1980-х: The Marshmallow Overcoat, The Pandoras, The Droogs.
Американский певец и музыкант Принс в середине 1980-х вдохновлялся «пейсли»-движением в ходе работы над альбомом Around the World in a Day, назвал в честь него свой лейбл и сотрудничал с некоторыми группами.